# Porcalhota
A Porcalhota, que esteve na origem da cidade da Amadora, em Portugal, foi um topónimo que a tradição oral atribui ao apelido de Vasco Porcalho, comendador-mor da Ordem de Avis e protagonista da Batalha de Aljubarrota. Não existe documentação específica sobre a ligação entre Vasco Porcalho e Porcalhota, com suposta origem anterior à crise de 1383-1385 em que Vasco Porcalho foi protagonista. As suas propriedades estendiam-se até ao sopé da Serra de S. Marco. Partidário do Reino de Castela, Vasco Porcalho fugiu para Cáceres após a derrota dos castelhanos na Batalha de Aljubarrota. Pensa-se que era casado em Portugal e aqui teria deixado a mulher e a filha, a quem a tradição atribui a origem do topónimo.
Situava-se na bifurcação das estradas reais que aqui se separavam em direcção a Sintra e a Mafra, oriundas de Lisboa.